# Aphomomyrmex afer

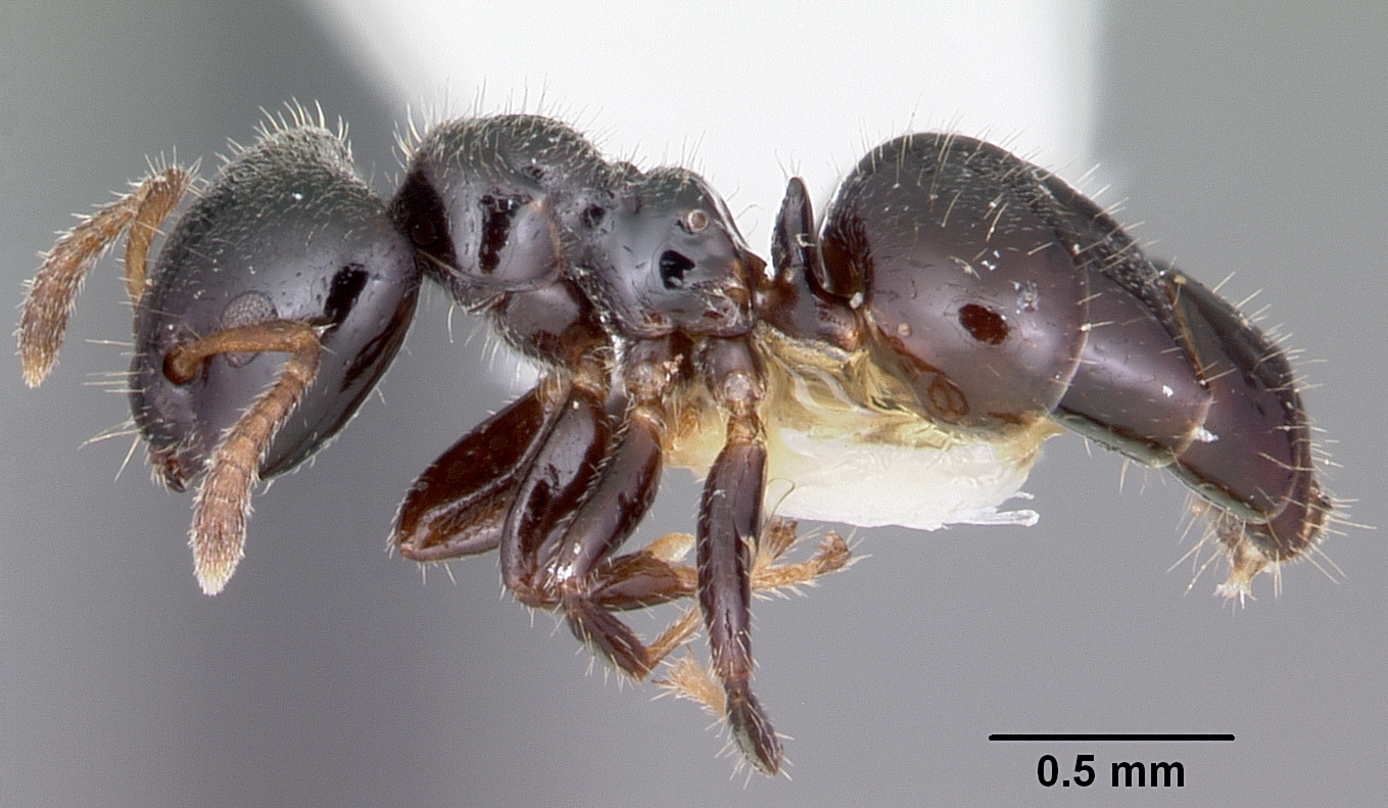
Муравей Aphomomyrmex afer

Aphomomyrmex afer (лат.) — вид муравьёв, единственный в составе рода Aphomomyrmex из подсемейства формицины (Formicinae, Plagiolepidini). Африка.

## Распространение
Афротропика (Заир, Камерун, Габон).

## Описание
Мелкие земляные муравьи коричневого цвета (рабочие и самцы около 3 мм, самки до 6 мм). Рабочие полиморфные (крупные рабочие почти вдвое больше мелких), голова субквадратная (у самок голова вытянутая, на треть длиннее своей ширины). Заднегрудка округлая без проподеальных шипиков. Усики короткие, у рабочих 9-члениковые (у самок 10-члениковые, а у самцов антенны состоят из 9—10 сегментов). Жвалы рабочих с 5—6 зубцами. У самцов жвалы с 2—4 зубчиками. Нижнечелюстные щупики 5-члениковые, нижнегубные щупики состоят из 3 сегментов. Голени средних и задних ног без апикальных шпор.
Стебелёк между грудкой и брюшком состоит из одного сегмента (петиоль)
.
Не путать с таксоном со сходным родовым именем Aphomyrmex emeryi, ныне переведённым в род Tapinoma.